# Sauvain

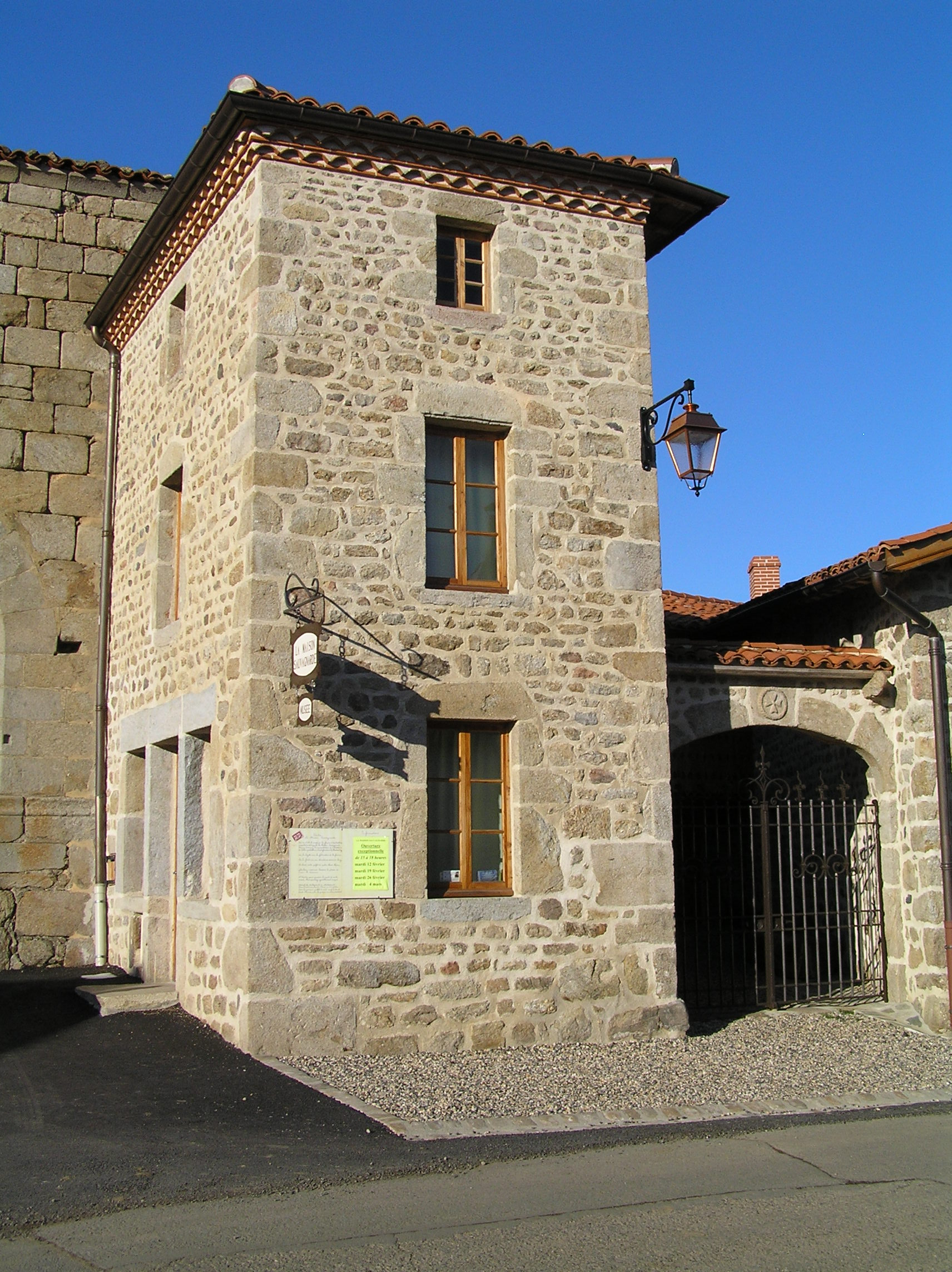
Muzeum w Sauvain, 2008

Sauvain – miejscowość i gmina we Francji, w regionie Owernia-Rodan-Alpy, w departamencie Loara.
Według danych na rok 1990 gminę zamieszkiwało 445 osób, a gęstość zaludnienia wynosiła 15 osób/km² (wśród 2880 gmin regionu Rodan-Alpy Sauvain plasuje się na 1194. miejscu pod względem liczby ludności, natomiast pod względem powierzchni na miejscu 226.).